# Sea Paradise -OLの反乱-
「Sea Paradise -OLの反乱-」（シーパラダイス オーエルのはんらん）は中山美穂の29枚目のシングル。1994年6月8日にキングレコードからリリースされた。(CDS:KIDS-191CDG)

## 解説
- 同日発売のアルバム『Pure White』よりバージョンを変えシングルカットされ、CD-G仕様で発売された。
- この曲をテレビで歌う際は、ピンク色のOL風ファッションでミニスカートという格好だった。
- カップリングの「何度でも愛せるから」は4年振りに発表された本人作詞作曲による楽曲。
- CMで流されたプロモーション映像の商品化はされていない。
- アートワークはサカグチケン

## 収録曲
1. Sea Paradise -OLの反乱-
  - 作詞: 中山美穂、作曲: KNACK、編曲: ATOM
2. 何度でも愛せるから
  - 作詞・作曲: 中山美穂、編曲: ATOM
3. Sea Paradise -OLの反乱-（オリジナルカラオケ）

## 収録アルバム
- Sea Paradise -OLの反乱-
  - Pure White
  - Pure White Live '94 - ライブ音源
  - COLLECTION III
  - TREASURY
  - THE REMIXES MIHO NAKAYAMA MEETS Los Angeles GROOVE - Remix Version
  - Complete SINGLES BOX
  - 中山美穂 パーフェクト・ベスト
  - 30th Anniversary THE PERFECT SINGLES BOX
  - All Time Best

- 何度でも愛せるから
  - Complete SINGLES BOX
  - 30th Anniversary THE PERFECT SINGLES BOX